# Knutby
Knutby – miejscowość (tätort) w Szwecji, w regionie administracyjnym (län) Uppsala (gmina Uppsala).
Miejscowość jest położona w prowincji historycznej (landskap) Uppland ok. 40 km na wschód od Uppsali.
W Knutby znajduje się kościół parafialny, którego początek budowy jest datowany na koniec XIII w.
W 2010 roku Knutby liczyło 564 mieszkańców.